# Terratrèmol de 526
El terratrèmol de 526 que va succeir a Antioquia de l'Orontes el maig de 526 és un dels més mortífers de la història, amb prop de 250000 morts directes. Les rèpliques van produir-se durant 18 mesos i la destrucció que provocaren a la ciutat van fer que l'emperador Justí I mostrés públicament el seu dol entrant en una església sense cap símbol de poder. La zona és procliu a l'activitat sísmica, ja que es troba en la intersecció de tres plaques tectòniques.